# ドウェイン・ワイズ

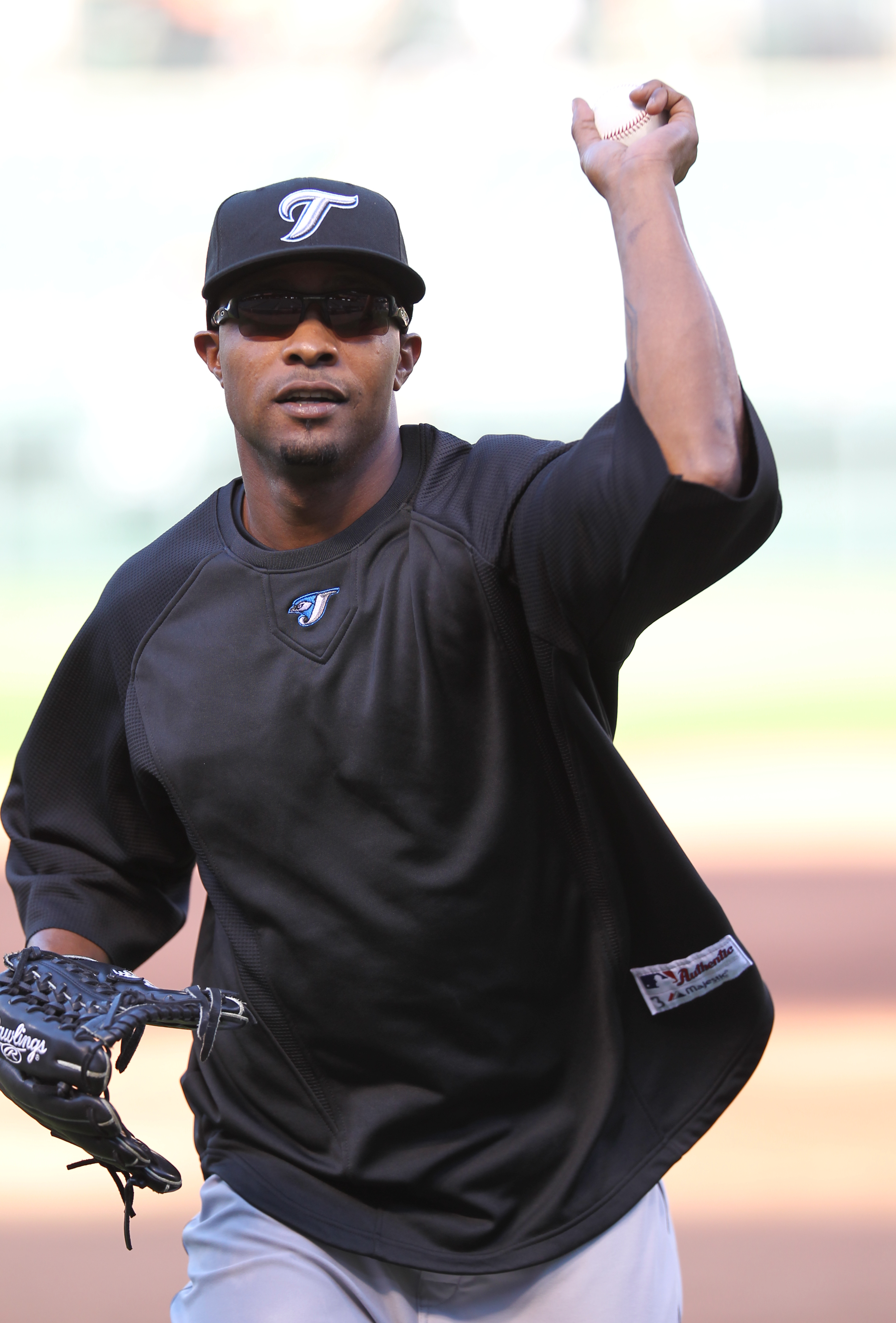
ブルージェイズ時代（2011年）

ラリー・ドウェイン・ワイズ（Larry DeWayne Wise , 1978年2月24日 - ）は、アメリカ合衆国・サウスカロライナ州コロンビア出身の元プロ野球選手（外野手）。左投左打。

## 経歴

### プロ入りとマイナー時代
1997年のMLBドラフト5巡目（全体158位）でシンシナティ・レッズに指名され、プロ入り。
1999年、ルール・ファイブ・ドラフトでトロント・ブルージェイズに移籍。

### ブルージェイズ時代
2000年4月にメジャー初昇格。しかし、打撃が奮わず28試合に出場して打率は1割3分6厘に留まった。翌2001年は主にAA級テネシー・スモーキーズでプレーするが、打率が2割3分台に低迷し、メジャーに昇格することは出来なかった。2002年はAAA級シラキュース・スカイチーフスで3割近い打率を残し、2年ぶりのメジャー昇格を果たす。42試合に出場して3本塁打を放ち、5盗塁（失敗0）と俊足もアピールしたが、打率は1割台に低迷し、翌2003年は再びマイナー生活となった。

### ブレーブス時代
2004年、アトランタ・ブレーブスとマイナー契約。2年ぶりのメジャー昇格を果たし、自己最多の77試合に出場して打率2割2分8厘ながらも37安打、6本塁打という成績を残した。シーズン終了後、ウェーバーにかけられ、デトロイト・タイガースに移籍。しかし、2005年は主にAAA級トレド・マッドヘンズでプレーし、オフに解雇される。

### レッズ時代
2006年、レッズへ移籍。2年ぶりにメジャーに昇格し、31試合に出場した。2007年は5試合出場に留まり、シーズンの大半をAAA級ルイビル・バッツで過ごした。オフにレッズを解雇される。

### ホワイトソックス時代
2008年3月にシカゴ・ホワイトソックスと契約。カルロス・クエンティンやケン・グリフィー・ジュニアのバックアップとして57試合に出場。
2009年7月23日のタンパベイ・レイズ戦、ホワイトソックスの先発マーク・バーリーが8回までレイズ打線をパーフェクトに抑え、完全試合達成が目前に迫っていた。9回表から中堅の守備固めに入ったワイズは、先頭打者ゲーブ・キャプラーが放ったホームラン性の大飛球をフェンスにぶつかりながらジャンプして好捕し、バーリーの大記録達成をアシストした。試合後、ワイズと固く抱き合ったバーリーは、「彼（ワイズ）だから捕ってくれると期待していた」と語った。試合後、ワイズは「今まででたぶんベストキャッチだ」と胸を張った。ブレーブス時代の2004年には、ランディ・ジョンソン（アリゾナ・ダイヤモンドバックス）に完全試合を達成された試合に出場しており、ワイズは敵味方の両方で完全試合を経験した選手になった。また、ホワイトソックスファンで知られるバラク・オバマ大統領は、バーリーへの祝福の電話の中で「ワイズに大きなステーキをご馳走しなきゃいけないぞ」と話したという。しかし8月9日に40人枠から外れAAA級シャーロット・ナイツに降格。11月25日にはフィラデルフィア・フィリーズとマイナー契約を結んだ。

### ホワイトソックス退団後
2010年6月1日にFAとなるオプションを行使。5日にブルージェイズとマイナー契約を結び、10日にメジャー昇格し52試合に出場した。
2011年1月12日にフロリダ・マーリンズ(現マイアミ・マーリンズ)とマイナー契約を結びスプリングトレーニングに招待選手として参加したが、開幕ロースターから外れ解雇される。4月11日にブルージェイズとマイナー契約を結んだが6月9日に解雇され、15日にマーリンズと再びマイナー契約を結び、17日にメジャー昇格。8月26日にはウェーバーでブルージェイズに移籍。10月6日にFAになった。
2012年1月4日、ニューヨーク・ヤンキースとマイナー契約を結ぶ。メジャー昇格を果たし、外野のバックアップを務めていた。

### ホワイトソックス復帰
2012年7月24日にトレードで加入してきたイチローに押し出される形でロースターから外れ、ほどなくホワイトソックスへ移籍した。シーズンの出場試合数は初めて100を超えた。オフの11月21日に1年70万ドルで再契約を結んだ。しかし、翌年2013年8月3日に解雇された。

## プレースタイル
打撃に確実性がなく、レギュラー定着を妨げているが、走力、守備力があり、オジー・ギーエン監督も高く評価している。

## 詳細情報

### 年度別打撃成績 (MLB)
| 年 度      | 球 団      | 試 合 | 打 席 | 打 数 | 得 点 | 安 打 | 二 塁 打 | 三 塁 打 | 本 塁 打 | 塁 打 | 打 点 | 盗 塁 | 盗 塁 死 | 犠 打 | 犠 飛 | 四 球 | 敬 遠 | 死 球 | 三 振 | 併 殺 打 | 打 率 | 出 塁 率 | 長 打 率 | O P S |
| ---------- | ---------- | ----- | ----- | ----- | ----- | ----- | -------- | -------- | -------- | ----- | ----- | ----- | -------- | ----- | ----- | ----- | ----- | ----- | ----- | -------- | ----- | -------- | -------- | ----- |
| 2000       | TOR        | 28    | 24    | 22    | 3     | 3     | 0        | 0        | 0        | 3     | 0     | 1     | 0        | 0     | 0     | 1     | 0     | 1     | 5     | 0        | .136  | .208     | .136     | .345  |
| 2002       | TOR        | 42    | 116   | 112   | 14    | 20    | 4        | 1        | 3        | 35    | 13    | 5     | 0        | 0     | 0     | 4     | 0     | 0     | 15    | 0        | .179  | .207     | .313     | .519  |
| 2004       | ATL        | 77    | 175   | 162   | 24    | 37    | 9        | 4        | 6        | 72    | 17    | 6     | 1        | 2     | 1     | 9     | 1     | 1     | 28    | 1        | .228  | .272     | .444     | .716  |
| 2006       | CIN        | 31    | 40    | 38    | 3     | 7     | 2        | 0        | 0        | 9     | 1     | 0     | 0        | 2     | 0     | 0     | 0     | 0     | 6     | 2        | .184  | .184     | .237     | .421  |
| 2007       | CIN        | 5     | 6     | 5     | 1     | 1     | 0        | 1        | 0        | 3     | 1     | 0     | 0        | 0     | 0     | 1     | 1     | 0     | 1     | 0        | .200  | .333     | .600     | .933  |
| 2008       | CWS        | 57    | 143   | 129   | 20    | 32    | 4        | 2        | 6        | 58    | 18    | 9     | 0        | 3     | 2     | 8     | 0     | 1     | 32    | 5        | .248  | .293     | .450     | .742  |
| 2009       | CWS        | 84    | 153   | 142   | 17    | 32    | 8        | 3        | 2        | 52    | 11    | 4     | 5        | 4     | 0     | 3     | 0     | 4     | 27    | 1        | .225  | .262     | .366     | .628  |
| 2010       | TOR        | 52    | 118   | 112   | 20    | 28    | 3        | 2        | 3        | 44    | 14    | 4     | 0        | 1     | 0     | 4     | 0     | 1     | 29    | 1        | .250  | .282     | .393     | .675  |
| 2011       | FLA        | 49    | 72    | 67    | 6     | 16    | 2        | 0        | 0        | 18    | 5     | 4     | 2        | 0     | 1     | 3     | 0     | 1     | 21    | 0        | .239  | .278     | .269     | .546  |
| 2011       | TOR        | 20    | 32    | 32    | 4     | 4     | 0        | 1        | 2        | 12    | 2     | 2     | 0        | 0     | 0     | 0     | 0     | 0     | 15    | 0        | .125  | .125     | .375     | .500  |
| '11計      | TOR        | 69    | 104   | 99    | 10    | 20    | 2        | 1        | 2        | 30    | 7     | 6     | 2        | 0     | 1     | 3     | 0     | 1     | 36    | 0        | .202  | .231     | .303     | .534  |
| 2012       | NYY        | 56    | 63    | 61    | 11    | 16    | 3        | 1        | 3        | 30    | 8     | 7     | 0        | 0     | 0     | 2     | 0     | 0     | 12    | 1        | .262  | .286     | .492     | .778  |
| 2012       | CWS        | 45    | 176   | 163   | 20    | 42    | 7        | 1        | 5        | 66    | 22    | 12    | 4        | 0     | 3     | 9     | 0     | 1     | 40    | 1        | .258  | .295     | .405     | .700  |
| '12計      | CWS        | 101   | 239   | 224   | 31    | 58    | 10       | 2        | 8        | 96    | 30    | 19    | 4        | 0     | 3     | 11    | 0     | 1     | 52    | 2        | .259  | .293     | .429     | .721  |
| 2013       | CWS        | 30    | 66    | 64    | 6     | 15    | 3        | 0        | 1        | 21    | 3     | 1     | 1        | 0     | 0     | 2     | 0     | 0     | 14    | 1        | .234  | .258     | .328     | .586  |
| 通算：11年 | 通算：11年 | 576   | 1184  | 1109  | 149   | 253   | 45       | 16       | 31       | 423   | 115   | 55    | 13       | 12    | 7     | 46    | 2     | 10    | 245   | 13       | .228  | .264     | .381     | .645  |

2001年、2003年、2005年は試合出場なし。

### 背番号
- 55 (2000年)
- 16 (2002年)
- 11 (2004年)
- 15 (2006年 - 2007年)
- 31 (2008年 - 2009年)
- 1 (2010年)
- 10 (2011年 - 同年途中)
- 3 (2011年途中 - 同年)
- 45 (2012年 - 同年途中)
- 28 (2012年途中 - 2013年)